# Chladič laptopu
Chladič notebooku, chladič laptopu či chladicí podložka je externí příslušenství k notebooku či laptopu. Podložka se obvykle zapojuje přímo k notebooku/laptopu za pomocí USB. Primární funkce podložky je chlazení, avšak mnohé zastávají v dnešní době také funkci osvětlení,USB rozbočovače či polohování zařízení.